# Strongylosoma andreini
Strongylosoma andreini är en mångfotingart. Strongylosoma andreini ingår i släktet Strongylosoma och familjen orangeridubbelfotingar. Utöver nominatformen finns också underarten S. a. dalotanum.